# Stwierdzenie nieważności małżeństwa
Stwierdzenie nieważności małżeństwa – instytucja prawa kanonicznego, polegająca na zbadaniu w trybie procesowym, czy małżeństwo zostało zawarte zgodnie z normami prawa kanonicznego.

## Definicja nieważności[1]
Prawo kanoniczne wyróżnia trzy grupy powodów, przez które małżeństwo może zostać uznane za nieważnie zawarte:
- przeszkody zrywające,
- wady zgody małżeńskiej,
- wady formy zawarcia małżeństwa.

W przypadku uznania przez sąd kościelny, że małżeństwo jest obciążone jedną z wyżej wymienionych wad, zaczyna być ono uważane za nieważne od samego początku. W efekcie wierny może zawrzeć nowe małżeństwo kościelne z inną osobą.
Kodeks Prawa Kanonicznego stwierdza, że „małżeństwo mogą zawierać wszyscy, którym prawo tego nie zabrania”. Ograniczenia mogą pochodzić zarówno ze strony prawa Bożego (naturalnego i pozytywnego), jak i ze strony prawa ludzkiego, a więc także kanonicznego. W związku z tym pojawia się pojęcie przeszkody małżeńskiej.
Przeszkodą w szerokim znaczeniu jest okoliczność, która na mocy prawa Bożego lub ludzkiego nie pozwala zawrzeć małżeństwa ważnie lub godziwie. Okoliczność ta może dotyczyć nie tylko osoby, lecz także zgody małżeńskiej oraz formy zawarcia małżeństwa. Przeszkoda w ścisłym znaczeniu to pewne określone cechy osobiste i okoliczności rzeczowe, które nie pozwalają osobom nimi obarczonym na ważne zawarcie małżeństwa, dotyczą one bezpośrednio danej osoby. Kodeks Kanonów Kościołów Wschodnich dodaje, iż przeszkoda, choćby dotyczyła tylko jednej strony, czyni jednak małżeństwo nieważnym.
Te przeszkody w Kodeksie Prawa Kanonicznego z 1917 r. nazwano zrywającymi. Kodeks Jana Pawła II z 1983 r. wymienia 12 takich przeszkód (zrywających). Przeszkody małżeńskie podzielono na:
- publiczne,
- tajne.

Z uwagi na pochodzenie wyróżnia się:
- przeszkody z prawa Bożego (impotencja, pokrewieństwo w pierwszym stopniu linii prostej, istniejący węzeł małżeński),
- z prawa kościelnego – będą nimi pozostałe przeszkody wymienione przez KPK.

Dzieli się też między innymi przeszkody na:
- absolutne (zabraniają małżeństwa w sposób absolutny z kimkolwiek – istniejący węzeł małżeński lub święcenia),
- względne (nie pozwalają na małżeństwo jedynie z określonymi osobami – np. pokrewieństwo lub powinowactwo).

W 2015 roku Franciszek wprowadził w Kodeksie Prawa Kanonicznego zmiany upraszczające proces kanoniczny o stwierdzenie nieważności małżeństwa:
- wprowadzono proces skrócony (45-dniowy),
- zrezygnowano z obligatoryjnej dwuinstancyjności postępowania,
- zmieniono zasady określające właściwość miejscową sądu prowadzącego sprawę[3].

Zmiany weszły w życie 8 grudnia 2015.

## Przyczyny nieważności

### Przeszkody zrywające
- Wiek
- Pokrewieństwo
- Powinowactwo
- Różna wiara
- Impotencja (uprzednia i trwała)
- Święcenia
- Wieczysty publiczny ślub czystości
- Małżonkobójstwo/Mężobójstwo (wymuszone wdowieństwo)
- Węzeł małżeński
- Uprowadzenie
- Przyzwoitość publiczna
- Pokrewieństwo prawne

### Wady zgody małżeńskiej
- Brak wystarczającego używania rozumu
- Poważny brak rozeznania oceniającego co do praw i obowiązków małżeńskich
- Niezdolność do podjęcia istotnych obowiązków małżeńskich z przyczyn natury psychicznej
- Zgoda warunkowa
- Bojaźń
- Wprowadzenie w błąd
- Przymus
- Błąd co do osoby
- Błąd co do przymiotu osoby
- Błąd co do przymiotów małżeństwa
- Symulacja całkowita lub częściowa

### Wady formy zawarcia małżeństwa
Wady formy zawarcia małżeństwa – gdy naruszone zostały przepisy dotyczące zachowania formy zawarcia małżeństwa (forma zwyczajna i nadzwyczajna).

## Krytyka
Instytucja stwierdzeń nieważności małżeństwa bywa krytykowana za zbyt łatwe orzekanie o nieważności i wprowadzanie de facto rozwodów, zakazanych w Biblii przez Prawo Żydowskie oraz Jezusa – z wyłączeniem niewierności małżeńskiej.

## Statystyki
W 1999 sądy kościelne w Polsce orzekły nieważność małżeństwa w 1265 przypadkach, w 2006 – w 1961, w 2007 – w 2171, a w 2010 w 2369 przypadkach.
Każdy sąd kościelny i trybunał prowadzi statystyki dot. liczby spraw prowadzonych w każdym sądzie, a także liczby wyroków pozytywnych i negatywnych. Tabela przedstawia zbiorcze opracowanie za rok 2017.
| Diecezja                | Liczba spraw | Wyroki pozytywne | Wyroki pozytywne | Wyroki negatywne | Wyroki negatywne |
| Ogółem                  | 3875         | 71,10%           | 2755             | 907              | 23,41%           |
| przemyska               | 204          | 95%              | 193              | 9                | 4%               |
| sosnowiecka             | 38           | 92%              | 35               | 2                | 5%               |
| ełcka                   | 67           | 91%              | 61               | 5                | 7%               |
| lubelska                | 225          | 89%              | 201              | 18               | 8%               |
| drohiczyńska            | 45           | 89%              | 40               | 1                | 2%               |
| włocławska              | 124          | 89%              | 110              | 10               | 8%               |
| zamojsko-lubaczowska    | 114          | 89%              | 101              | 13               | 11%              |
| łowicka                 | 41           | 83%              | 34               | 6                | 15%              |
| białostocka             | 116          | 83%              | 96               | 16               | 14%              |
| tarnowska               | 143          | 80%              | 115              | 18               | 13%              |
| katowicka               | 186          | 79%              | 147              | 33               | 18%              |
| legnicka                | 78           | 78%              | 61               | 6                | 8%               |
| siedlecka               | 83           | 77%              | 64               | 12               | 14%              |
| warszawska              | 458          | 76%              | 350              | 53               | 12%              |
| wrocławska              | 79           | 76%              | 60               | 10               | 13%              |
| sandomierska            | 98           | 76%              | 74               | 21               | 21%              |
| gnieźnieńska            | 44           | 75%              | 33               | 9                | 20%              |
| kaliska                 | 55           | 75%              | 41               | 14               | 25%              |
| częstochowska           | 68           | 74%              | 50               | 16               | 24%              |
| rzeszowska              | 75           | 71%              | 53               | 15               | 20%              |
| łomżyńska               | 68           | 71%              | 48               | 15               | 22%              |
| koszalińsko-kołobrzeska | 70           | 69%              | 48               | 21               | 30%              |
| pelplińska              | 60           | 68%              | 41               | 19               | 32%              |
| bydgoska                | 77           | 68%              | 52               | 23               | 30%              |
| warmińska               | 40           | 68%              | 27               | 10               | 25%              |
| łódzka                  | 116          | 66%              | 76               | 40               | 34%              |
| gliwicka                | 60           | 63%              | 38               | 20               | 33%              |
| elbląska                | 35           | 63%              | 22               | 11               | 31%              |
| szczecińsko-kamieńska   | 39           | 62%              | 24               | 9                | 23%              |
| toruńska                | 53           | 60%              | 32               | 17               | 32%              |
| kielecka                | 84           | 57%              | 48               | 30               | 36%              |
| krakowska               | 196          | 52%              | 101              | 83               | 42%              |
| poznańska               | 144          | 51%              | 74               | 66               | 46%              |
| płocka                  | 80           | 44%              | 35               | 35               | 44%              |
| opolska                 | 89           | 43%              | 38               | 43               | 48%              |
| gdańska                 | 140          | 40%              | 56               | 84               | 60%              |
| świdnicka               | 43           | 40%              | 17               | 26               | 60%              |
| radomska                | 89           | 37%              | 33               | 47               | 53%              |
| bielsko-żywiecka        | 1            | 0%               | –                | –                | 0%               |
| Ogółem                  | 3875         | 71,10%           | 2755             | 907              | 23,41%           |

## Etapy procesu o stwierdzenie nieważności małżeństwa
Typowy proces o stwierdzenie nieważności małżeństwa składa się z następujących po sobie etapów:
1. Opracowanie i złożenie skargi powodowej
2. Przyjęcie skargi powodowej przez sąd kościelny
3. Wydanie dekretu o ustalenie przedmiotu sporu
4. Zeznania stron procesu o unieważnienie małżeństwa kościelnego
5. Zeznania świadków w procesie unieważnienia małżeństwa
6. Przedstawienie opinii biegłego sądowego
7. Publikacja akt procesowych
8. Uwagi obrońcy węzła małżeńskiego
9. Prezentacja głosów obrończych stron procesu
10. Wydanie wyroku

Proces może być poprzedzony konsultacją przedprocesową z adwokatem kościelnym. Każdej ze stron procesu oraz obrońcy węzła małżeńskiego przysługuje w ciągu 15 dni od wydania wyroku prawo do apelacji.